# Паулина Джеймс
Паулина Джеймс (на английски: Paulina James) е артистичен псевдоним на бившата американска порнографска актриса от испанско-португалски произход Бритни Ескобоса (Brittney Escobosa).

## Биография
Родена е на 29 октомври 1986 г. в Нюпорт Бийч, Калифорния, САЩ и израства в окръг Ориндж, Калифорния. Твърди, че е била доста „диво“ дете. Началното ѝ училище се е намирало точно до брега на океана и винаги, когато е било възможно, играела там със своите приятели. Наред с това, обичала да кара сноуборд, а и малко сърф. Тя започва своите изяви като манекенка още на 5 години и се снима в музикални клипове и реклами, а също и участва в конкурси за красота. Дори участва като статист в игралния филм от 1991 г. „Комарджията 4“, в който се снимат известни киноактьори като Кени Роджърс, Реба Макентайър, Рик Росович и др.
След това Паулина учи в гимназия (средно училище). Там е мажоретка, участва в танцовия състав, но поддържа и добри оценки и успява да се дипломира по-рано. Един от любимите ѝ предмети в училище е бизнес: „Аз винаги се интересувах да науча колкото мога повече за различните аспекти на бизнеса – от маркетинг до мениджмънт, изобщо всичко, което можех да науча.“ Джеймс споделя още, че ѝ било интересно да се занимава с дизайн на дрехи – да скицира, да изготвя модели и т.н.
След завършването на средното си образование Паулина Джеймс се записва в местен колеж, където учи бизнес през деня и се занимава с дизайн на дрехи през нощта.
Още докато е в колежа тя вече вижда като евентуална възможност за себе си да участва във филми за възрастни. По-късно, вече като порно актриса, Паулина споделя: „пряко или косвено аз бях свързана с развлекателната индустрия през целия си живот, започнах като модел на 5 години, бях статист в „Комарджията 4“ с Кени Роджърс и Реба Макентайър, участвах в музикални клипове, правех реклами, конкурси за красота.“
Всичко започва с участието на Джеймс в еротичното изложение в Лос Анджелис през 2006 г., където просто раздава рекламни листчета, но впечатленията, които получава я убеждават, че именно порно индустрията е мястото, където ще може да се реализира. След края на изложението Паулина се връща в колежа и продължава да учи, но не след дълго получава покана от свой приятел да се пробва в порно филм. Тя се съгласява и още на следващия ден се снима в такъв филм. Остава доволна от преживяването и решава да продължи да се снима във филми за възрастни.

## Кариера
Кариерата на Паулина Джеймс в порнографската индустрията започва в края на септември 2006 г., когато тя се снима в своите първи филми за възрастни. Още през октомври същата година излизат филмите с нейно участие – „Teens In Tight Jeans 2“, „Young Stand-Up Titties“, „New Chicks Cum First 2“, „We Take It Black“.
През юни 2007 г. подписва ексклузивен договор с компанията „SexZ Pictures“.
Прави първата си анална секс сцена във филма „Рисковете на Паулина“ („SexZ Pictures“, 2008 г.).
През март 2008 г. Паулина Джеймс обявява, че ще прекъсне за една година кариерата си в порноиндустрията, тъй като е бременна. Тя обмисля и възможността завинаги да прекрати кариерата си, но не взима категорично решение и запазва договора с компанията „SexZ Pictures“, чийто представител обявява, че вратите на компанията са отворени за Джеймс, ако тя реши да се завърне.

## Награди и номинации
- 2007: Номинация за CAVR награда за звездица на годината.[6]
- 2007 Adultcon Top 20 Adult Actresses[7]
- 2008: Номинация за AVN награда за най-добра нова звезда.[4][8][9]
- 2008: Номинация за AVN награда за най-добра POV секс сцена – за изпълнението ѝ на сцена във филма „POV Pervert 9“.[10]
- 2008: Номинация за XBIZ награда за нова звезда на годината.[11]
- 2009: Номинация за AVN награда за най-добра групова секс сцена – заедно с Ава Роуз, Фейт Леон, Виктория Син, Бен Инглиш и Тий Рийл за изпълнение на сцена във филма „Тъмният град“.[12]